# Paul Kaiser
Paul Friedrich Werner Kaiser (1892 – Berna, 9 giugno 1980) è stato un calciatore svizzero, di ruolo attaccante.

## Carriera

### Club
Ha sempre giocato nel campionato svizzero.

### Nazionale
Ha collezionato quattro presenze con la maglia della Nazionale.